# Lista gatunków z rodzaju Allophylus
Lista gatunków rodzaju Allophylus – wykaz gatunków rodzaju roślin należącego do rodziny mydleńcowatych (Sapindaceae Juss.). Według The Plant List w obrębie tego rodzaju rozróżniono 212 gatunków, natomiast kolejnych 80 taksonów ma status gatunków niepewnych.

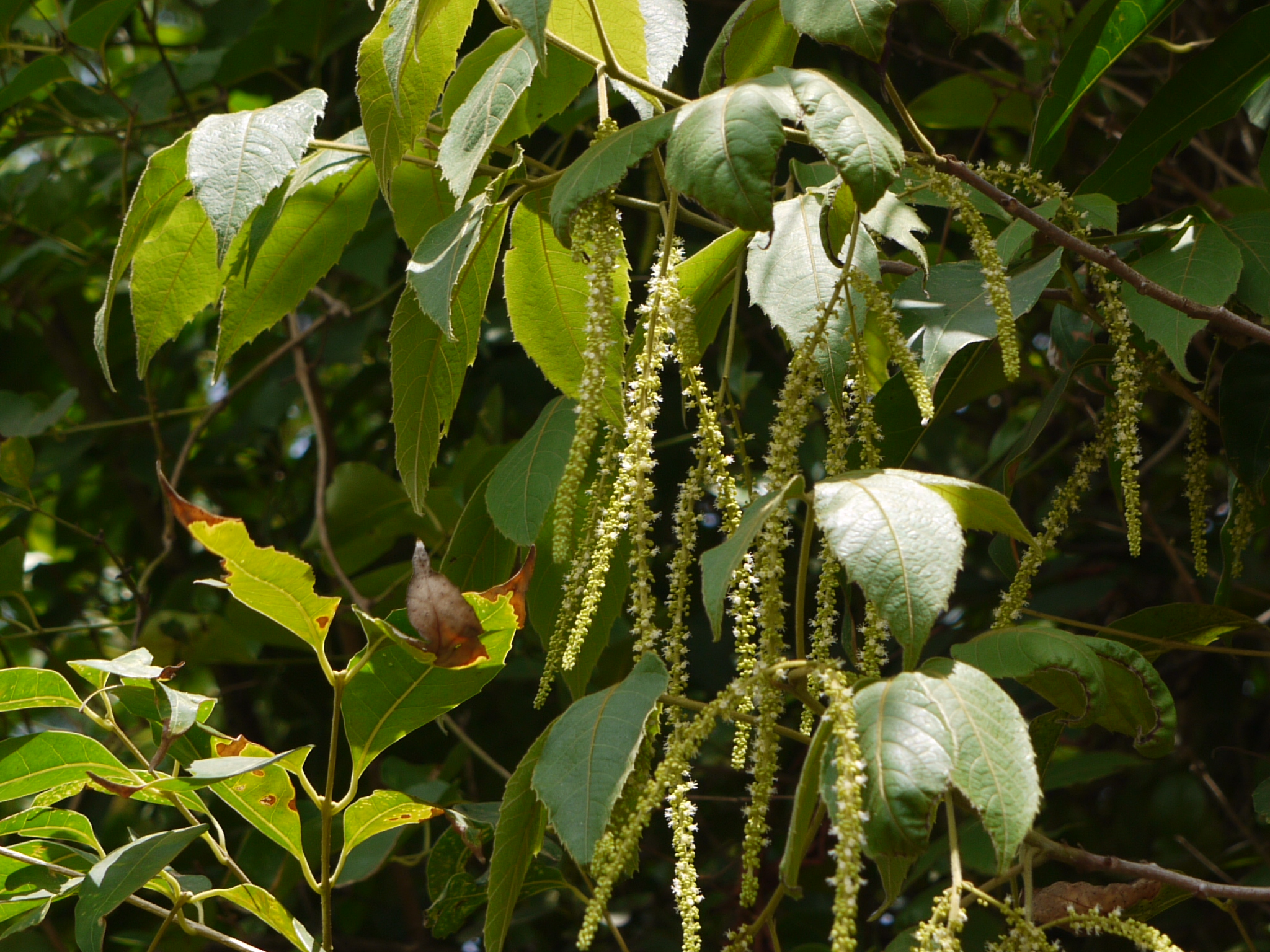
Allophyllus cobbe

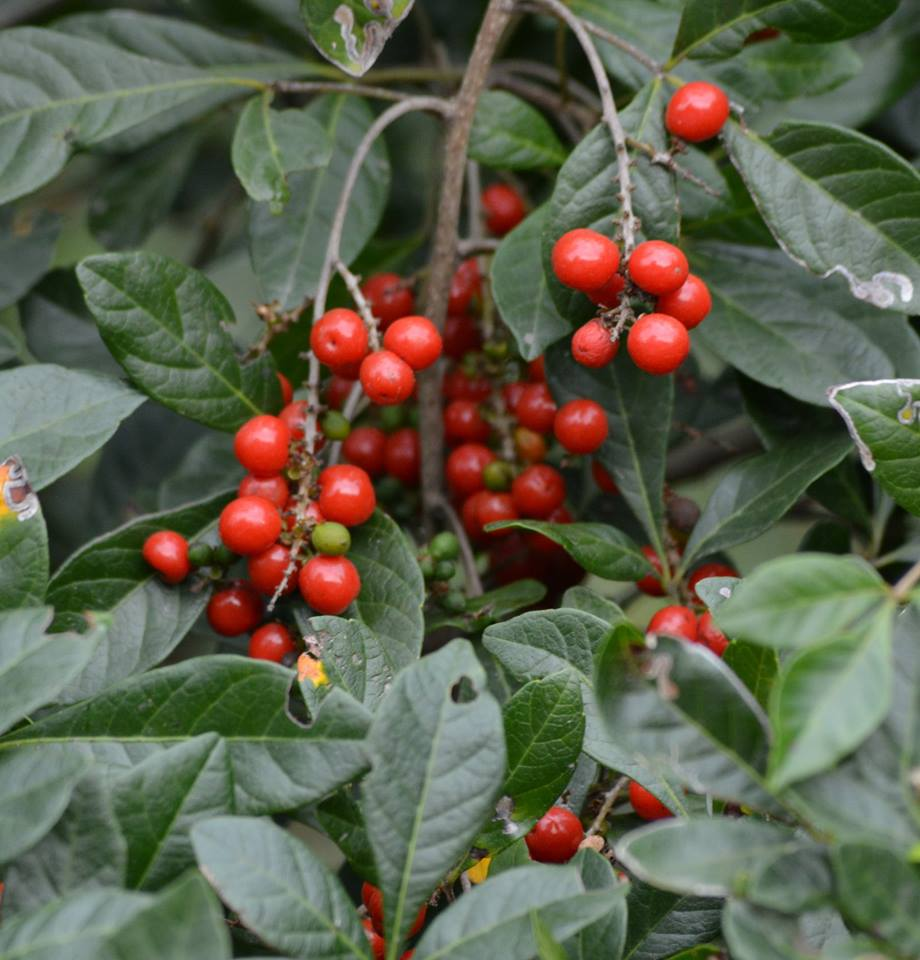
Allophylus decipiens

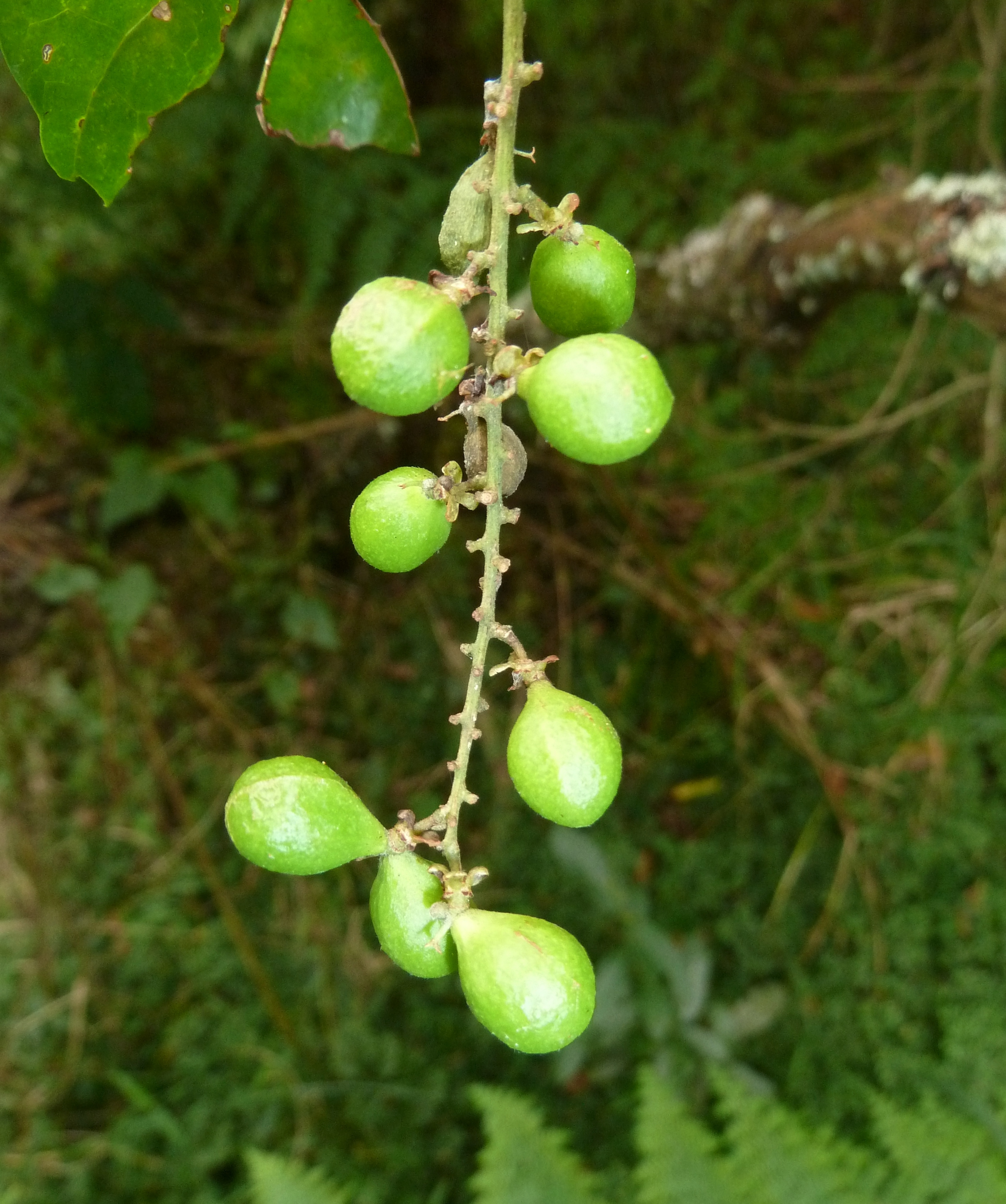
Allophylus dregeanus

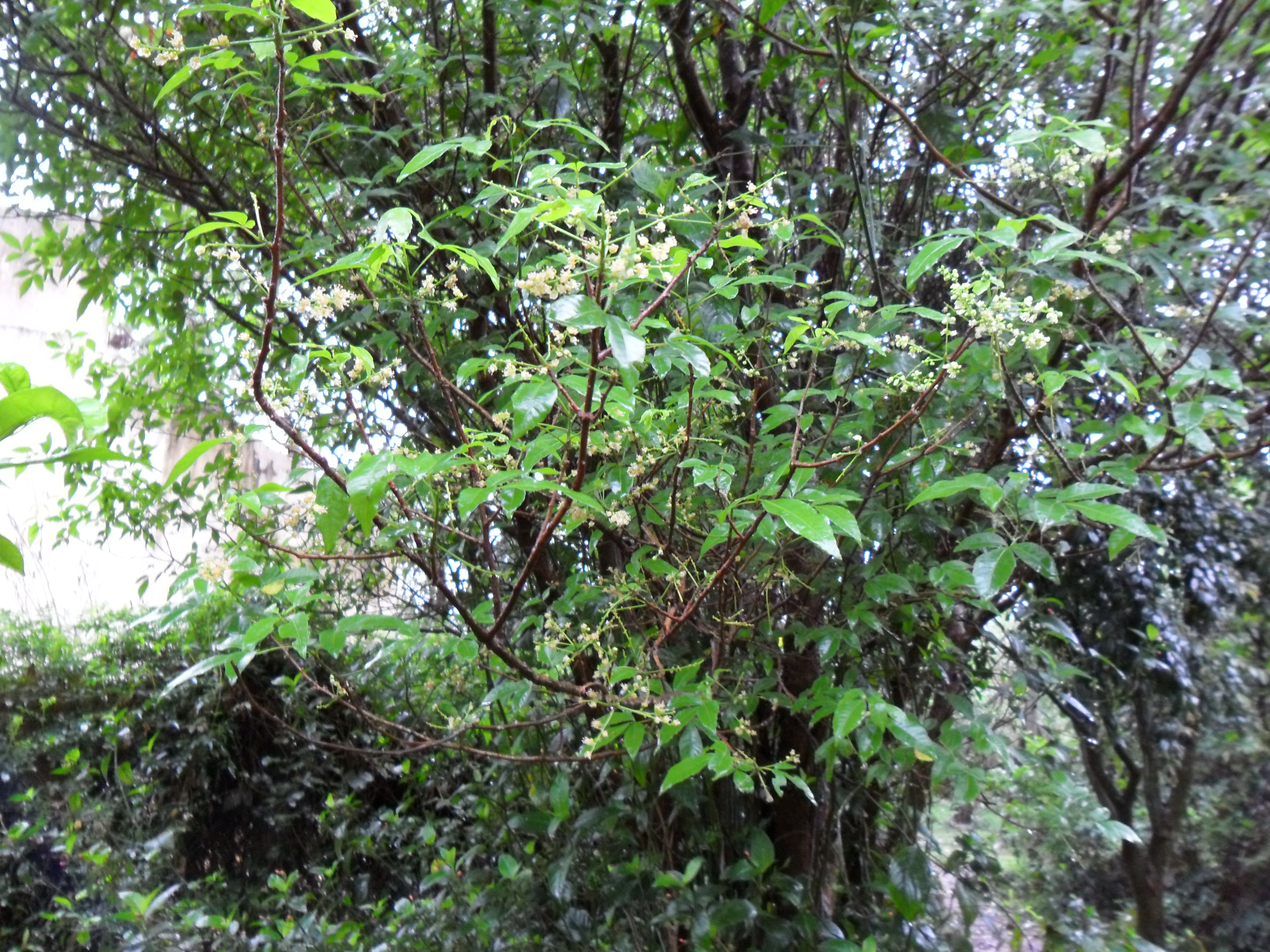
Allophylus edulis

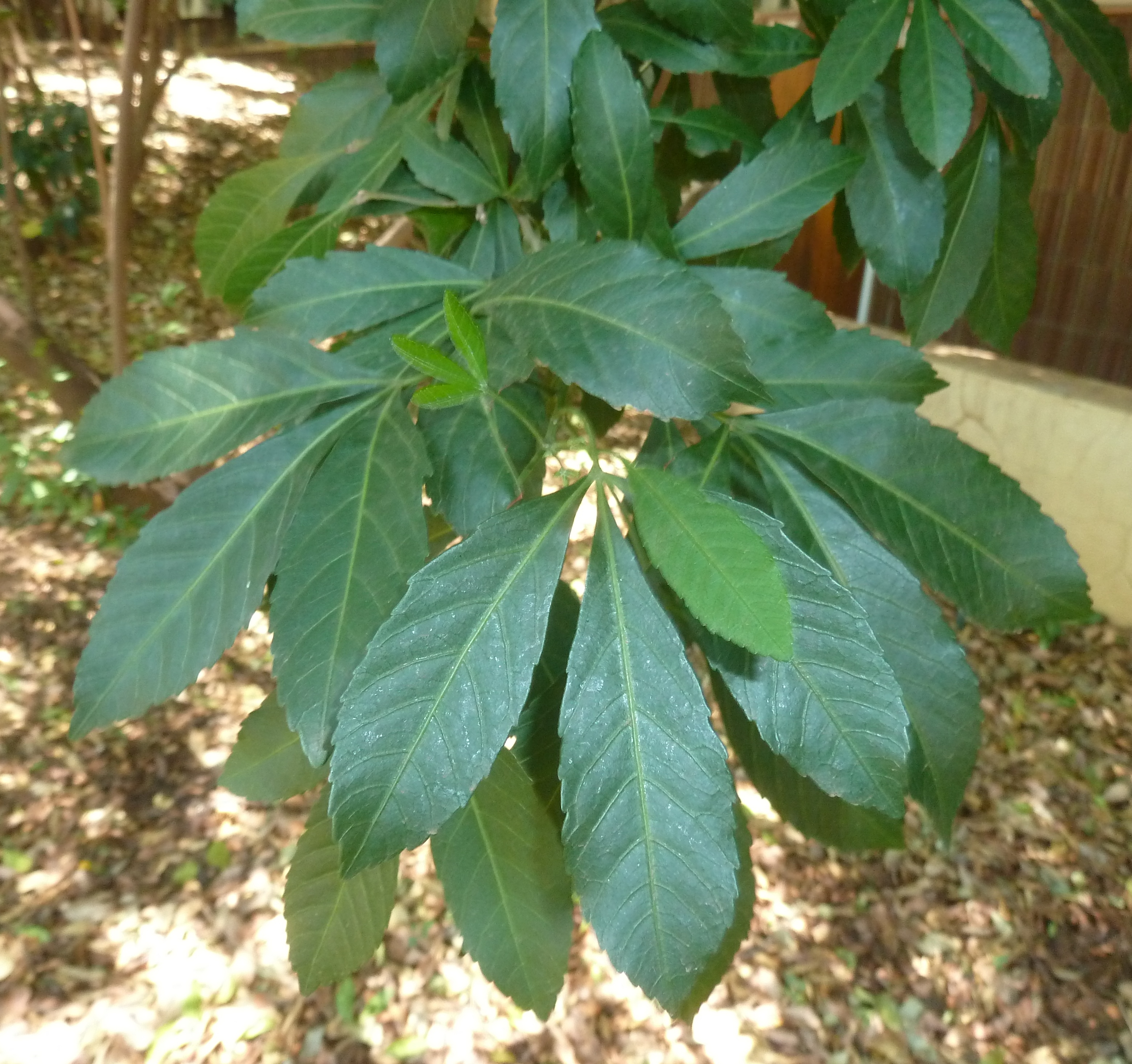
Allophylus natalensis

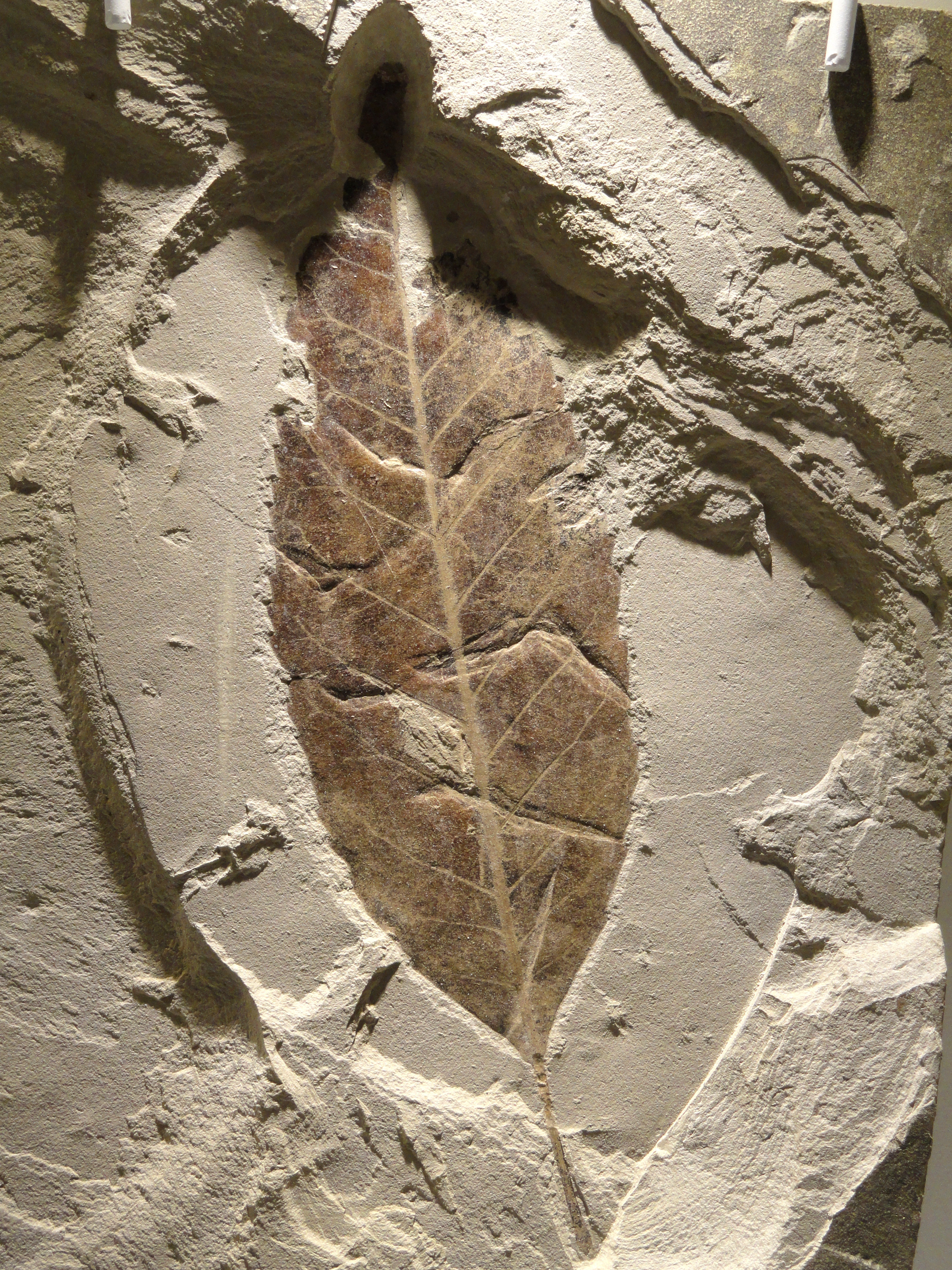
Liść gatunkuAllophylus flexifolia

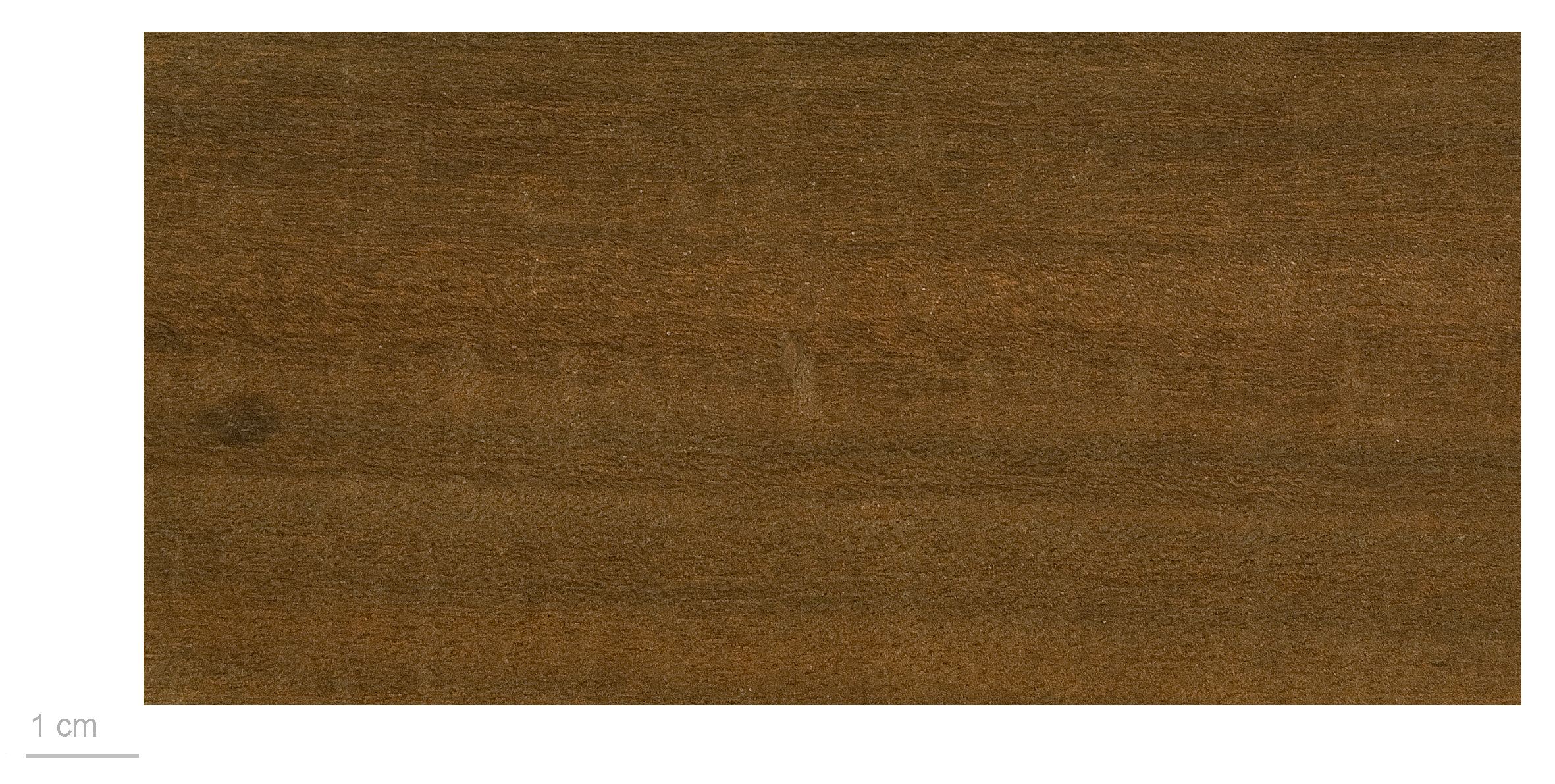
Drewno gatunku Allophylus timoriensis

## Systematyka
Pozycja systematyczna według APweb (2001...)
Rodzaj należy do podrodziny Sapindoideae Burnett, rodziny mydleńcowatych (Sapindaceae Juss.), rzędu mydleńcowców (Sapindales Dumort.), należącego do kladu różowych w obrębie okrytonasiennych.
Wykaz gatunków
- Allophylus abyssinicus (Hochst.) Radlk.
- Allophylus acutatus Radlk.
- Allophylus africanus P.Beauv.
- Allophylus agbala Hauman
- Allophylus aldabricus Radlk.
- Allophylus altescandens Hauman
- Allophylus amazonicus (Mart.) Radlk.
- Allophylus amboinensis Blume
- Allophylus amentaceus Radlk.
- Allophylus amplissimus Hauman
- Allophylus angustatus (Triana & Planch.) Radlk.
- Allophylus antunesii Gilg
- Allophylus apiocarpus Radlk.
- Allophylus arboreus Choux
- Allophylus bartlettii Merr.
- Allophylus betongensis Craib
- Allophylus bicruris Radlk.
- Allophylus boinensis Choux
- Allophylus bojerianus (Cambess.) Blume
- Allophylus bongolavensis Choux
- Allophylus borbonicus (J.F.Gmel.) F.Friedmann
- Allophylus brachypetalus Gagnep.
- Allophylus brachystachys Radlk.
- Allophylus brevipes Radlk.
- Allophylus brevipetiolaris Radlk.
- Allophylus bullatus Radlk.
- Allophylus camptoneurus Radlk.
- Allophylus camptostachys Radlk.
- Allophylus capillipes Gagnep.
- Allophylus caudatus Radlk.
- Allophylus cazengoensis Baker f.
- Allophylus chartaceus (Kurz) Radlk.
- Allophylus chaunostachys Gilg
- Allophylus chirindensis Baker f.
- Allophylus chlorocarpus Radlk.
- Allophylus chrysoneurus Radlk.
- Allophylus chrysothrix (Radlk.) Lisowski
- Allophylus cinnamomeus Radlk.
- Allophylus cobbe (L.) Raeusch.
- Allophylus cominia (L.) Sw.
- Allophylus commersonii Blume
- Allophylus concanicus Radlk.
- Allophylus congolanus Gilg
- Allophylus conraui Gilg ex Radlk.
- Allophylus coriaceus Radlk.
- Allophylus costatus Choux
- Allophylus crassinervis Radlk.
- Allophylus crenatus Radlk.
- Allophylus cristalensis Lippold
- Allophylus cubensis Borhidi & O.Muñiz
- Allophylus dasythyrsus Radlk.
- Allophylus decaryi Danguy & Choux
- Allophylus decipiens (E.Mey.) Radlk.
- Allophylus delicatulus Verdc.
- Allophylus densiflorus Radlk.
- Allophylus dimorphus Radlk.
- Allophylus dioicus (Nees & Mart.) Radlk.
- Allophylus divaricatus Radlk.
- Allophylus dodsonii Gentry
- Allophylus domingensis Alain
- Allophylus dregeanus (Sond.) De Winter
- Allophylus dummeri Baker f.
- Allophylus edulis (A.St.-Hil., A.Juss. & Cambess.) Radlk.
- Allophylus elongatus Radlk.
- Allophylus eustachys Radlk.
- Allophylus excelsus (Triana & Planch.) Radlk.
- Allophylus ferrugineus Taub.
- Allophylus filiger Radlk.
- Allophylus floribundus (Poepp.) Radlk.
- Allophylus fulvotomentosus Gilg
- Allophylus fuscus Radlk.
- Allophylus gentryi Croat
- Allophylus glabratus (Kunth) Radlk.
- Allophylus gossweileri Baker f.
- Allophylus goudotii (Triana & Planch.) Radlk.
- Allophylus grandiflorus Radlk.
- Allophylus grandifolius (Baker) Radlk.
- Allophylus granulatus Radlk.
- Allophylus grossedentatus (Turcz.) Fern.-Vill.
- Allophylus grotei F.G.Davies & Verdc.
- Allophylus guaraniticus (A.St.-Hil.) Radlk.
- Allophylus haitiensis Radlk. & Ekman
- Allophylus hallaei Fouilloy
- Allophylus hamatus Verm. ex Hauman
- Allophylus hayatae Gagnep.
- Allophylus heterophyllus (Cambess.) Radlk.
- Allophylus hirsutus Radlk.
- Allophylus hirtellus (Hook.f.) Radlk.
- Allophylus holophyllus Radlk.
- Allophylus hylophilus Gilg
- Allophylus hymenocalyx Radlk.
- Allophylus imenoensis Pellegr.
- Allophylus incanus Radlk.
- Allophylus insignis Radlk.
- Allophylus jamaicensis Radlk.
- Allophylus javensis Blume
- Allophylus jejunus Standl. ex Lundell
- Allophylus katangensis Hauman
- Allophylus laetevirens Ridl.
- Allophylus laetus Radlk.
- Allophylus laevigatus (Turcz.) Radlk.
- Allophylus largifolius Radlk.
- Allophylus lasiopus Baker f.
- Allophylus lastoursvillensis Pellegr.
- Allophylus latifolius Huber
- Allophylus laxiflorus Gagnep.
- Allophylus le-testui Pellegr.
- Allophylus leptocladus Radlk.
- Allophylus leptococcus Radlk.
- Allophylus leptostachys Radlk.
- Allophylus leucochrous Radlk.
- Allophylus leucoclados Radlk.
- Allophylus leucophloeus Radlk.
- Allophylus livescens Gagnep.
- Allophylus longicuneatus Verm. ex Hauman
- Allophylus longifolius Radlk.
- Allophylus longipes Radlk.
- Allophylus longipetiolatus Gilg
- Allophylus lopezii Merr.
- Allophylus loretensis Standl. ex J.F.Macbr.
- Allophylus macrocarpus Danguy & Choux
- Allophylus macrodontus Merr.
- Allophylus macrostachys Radlk.
- Allophylus maestrensis Lippold
- Allophylus malvaceus Radlk.
- Allophylus mananarensis Choux
- Allophylus marquesensis F.Br.
- Allophylus mayimbensis Pellegr.
- Allophylus megaphyllus Hutch. & Dalziel
- Allophylus melanocarpus (Sond.) Radlk.
- Allophylus melliodorus Gilg ex Radlk.
- Allophylus micrococcus Radlk.
- Allophylus mollis (Kunth) Radlk.
- Allophylus montanus F.N.Williams
- Allophylus mossambicensis Exell
- Allophylus multicostatus A.H.Gentry
- Allophylus myrianthus Radlk.
- Allophylus natalensis (Sond.) De Winter
- Allophylus ngounyensis Pellegr.
- Allophylus nigericus Baker f.
- Allophylus nigrescens Blume
- Allophylus nitidulus (Triana & Planch.) Radlk.
- Allophylus obliquus Radlk.
- Allophylus oyemensis Pellegr.
- Allophylus pachyphyllus Radlk.
- Allophylus pallidus Radlk.
- Allophylus paniculatus (Poepp.) Radlk.
- Allophylus parimensis Steyerm.
- Allophylus pauciflorus Radlk.
- Allophylus peduncularis Radlk.
- Allophylus persicifolius Hauman
- Allophylus peruvianus Radlk.
- Allophylus pervillei Blume
- Allophylus petelotii Merr.
- Allophylus pilosus (J.F.Macbr.) A.H.Gentry
- Allophylus poungouensis Pellegr.
- Allophylus pseudopaniculatus Baker f.
- Allophylus psilospermus Radlk.
- Allophylus punctatus (Poepp.) Radlk.
- Allophylus quercifolius (Mart.) Radlk.
- Allophylus quinatus Radlk.
- Allophylus racemosus Sw.
- Allophylus rapensis F.Br.
- Allophylus repandifolius Merr. & Chun
- Allophylus repandodentatus Radlk.
- Allophylus reticulatus Radlk.
- Allophylus rheedei (Wight) Radlk.
- Allophylus rhodesicus Exell
- Allophylus rhomboidalis (Nadeaud) Radlk.
- Allophylus rigidus Sw.
- Allophylus robustus Radlk.
- Allophylus rubifolius (Hochst. ex A.Rich.) Engl.
- Allophylus rutete Gilg
- Allophylus salignus Blume
- Allophylus salinarius Gagnep.
- Allophylus samarensis Merr.
- Allophylus sapinii Verm. ex Hauman
- Allophylus scandens Ridl.
- Allophylus schweinfurthii Gilg
- Allophylus scrobiculatus (Poepp.) Radlk.
- Allophylus sechellensis Summerh.
- Allophylus serratus (Hiern) Kurz
- Allophylus setulosus Radlk.
- Allophylus simplicifolius Radlk.
- Allophylus sootepensis Craib
- Allophylus spectabilis Gilg
- Allophylus spicatus (Poir.) Radlk.
- Allophylus steinbachii F.A.Barkley & Villa
- Allophylus stenodictyus Radlk.
- Allophylus stenophyllus Merr.
- Allophylus strictus Radlk.
- Allophylus subfalcatus Radlk.
- Allophylus subincisodentatus Radlk.
- Allophylus sumatranus Blume
- Allophylus talbotii Baker f.
- Allophylus tanzaniensis F.G.Davies
- Allophylus timorensis (DC.) Blume
- Allophylus torrei Exell & Mendonça
- Allophylus transvaalensis Burtt Davy
- Allophylus trichodesmus Radlk.
- Allophylus trichophyllus Merr. & Chun
- Allophylus triphyllus (Burm.f.) Merr.
- Allophylus ujori Cheek
- Allophylus umbrinus A.C.Sm.
- Allophylus unifoliatus Radlk.
- Allophylus unifoliolatus Radlk.
- Allophylus vestitus F.G.Davies
- Allophylus villosus (Roxb.) Blume
- Allophylus viridis Radlk.
- Allophylus whitei Exell
- Allophylus zenkeri Gilg ex Radlk.
- Allophylus zeylanicus L.